# Colonel Hill
Colonel Hill este o așezare situată în partea de est a insulei Crooked, componentă a arhipelagului Bahamas. La recensământul din 1990 localitatea avea 290 locuitori.